# Nick Mileti
Nick Mileti, né à Cleveland le 22 avril 1931 et mort à Rocky River le 21 août 2024, est un homme d'affaires américain propriétaire notamment de stations de radio et de franchises sportives, telles les Indians de Cleveland (baseball), les Cavaliers de Cleveland (basket-ball) et les Crusaders de Cleveland (hockey sur glace).
Il achète la franchise de baseball des Indians de Cleveland le 22 mars 1972 pour 9 millions de dollars. Il cède cette franchise à Ted Bonda fin 1976.